# أغسطس إي. ألدن
أغسطس إي. ألدن هو سياسي أمريكي، (و. 1837  م). نشط حزبياً في الحزب الجمهوري. وقد انتخب Mayor of Nashville ‏.